# Mercado Central de São Luís
O Mercado Central de São Luís é um mercado especializado em produtos artesanais e culinária maranhenses localizado na cidade de São Luís do Maranhão. Está localizado no Centro da cidade, próximo da Fonte das Pedras, ocupando um quadrilátero retangular entre a Rua de São João e o fim da Avenida Magalhães de Almeida, sendo gerido pela Prefeitura de São Luís.

## Histórico
O Mercado Central de São Luís foi fundado em 1864. Entretanto, o prédio original foi demolido  e reconstruído pelo interventor Paulo Ramos, em 1939, através de um programa sanitarista, sendo entregue à população em 12 de maio de 1941. Foi chamado durante muito tempo de Mercado Novo, em razão dessa reconstrução. O lugar também já foi chamado de Largo do Açougue Velho, pela existência de um curtume que tinha vinculo com o curral municipal, na década de 40. No local, já funcionou o antigo gasômetro, que abastecia os postes de iluminação pública de todo centro da cidade.

## Estrutura
Existem cerca de 450 estabelecimentos no Mercado Central de São Luís, mantendo direta e indiretamente cerca de mil trabalhadores, gerando renda para quase dois mil e quinhentas pessoas.
O Mercado é bastante procurado pela grande variedade de produtos comercializados. É possível encontrar: frutas e bebidas regionais, doces caseiros, ervas, plantas medicinais, grãos, além de carnes, aves, peixes, mariscos, legumes, hortaliças, artesanato em palha, couro e madeira, gaiolas, vassouras, funis, entre outras coisas.
Há um projeto de reforma do Mercado Central pela Prefeitura de São Luís, por meio da Secretaria Municipal de Agricultura, Pesca e Abastecimento (Semapa), em parceria com o Governo Federal, por meio do Instituto do Patrimônio Histórico e Artístico Nacional (Iphan), através do PAC Cidades Históricas, previsto para 2017. Dentre as propostas, estaria a setorização dos serviços e produtos oferecidos pelos feirantes, dando maior espaço, conforto e mobilidade para vendedores e clientes. A obra, no entanto, ainda não foi iniciada.